# Martin Privrel
Martin Privrel (* 11. dubna 1996, Skalica) je slovenský fotbalový obránce, od ledna 2015 působící v A-týmu FK Senica.

## Klubová kariéra
Svoji fotbalovou kariéru začal ve Skalici, odkud v průběhu mládeže zamířil do Senice. 21. února 2014 vyhrál anketu o nejlepšího sportovce města roku 2013 v kolektivní kategorii U-17.

### FK Senica
V zimním přestupovém období ročníku 2014/15 se propracoval do prvního mužstva. 25. února 2015 vyhrál za podzim 2014 anketu o nejlepšího sportovce města roku 2014 v kolektivní kategorii U-19. Ve slovenské nejvyšší soutěži debutoval v ligovém utkání 6. března 2015 proti MFK Košice (výhra Senice 3:1), odehrál celý zápas.